# Resident Evil 2 (videojuego de 2019)
Resident Evil 2 —cuyo título original en Japón es Biohazard RE:2 (バイオハザード2 Baiohazādo Tsū?, «Peligro biológico 2»)— es un videojuego de terror y supervivencia de disparos en tercera persona desarrollado y publicado por Capcom. Un remake del juego de 1998 Resident Evil 2, fue lanzado para PlayStation 4, Windows y Xbox One en enero de 2019 y para Amazon Luna, PlayStation 5 y Xbox Series X/S en junio de 2022, y una versión en la nube de Nintendo Switch lanzada en noviembre de 2022. Los jugadores controlan al oficial de policía novato Leon S. Kennedy y la estudiante universitaria Claire Redfield mientras intentan escapar de Raccoon City durante un brote de zombi.
Capcom consideró rehacer Resident Evil 2 tras el lanzamiento del remake del primer Resident Evil en 2002. Se retrasó porque el productor, Shinji Mikami, no quería desviar el desarrollo de Resident Evil 4 (2005). Capcom anunció el remake de Resident Evil 2 en agosto de 2015, y lanzó el primer tráiler e imágenes del juego en el E3 2018. El juego se basó en el motor RE, que también se utilizó para Resident Evil 7: Biohazard.
Resident Evil 2 fue lanzado con gran éxito de crítica por su presentación, jugabilidad y fidelidad al original. Ganó el Golden Joystick Award al Juego del Año y fue nominado para The Game Award al Juego del Año. En septiembre de 2024, había vendido 14,5 millones de unidades, superando en ventas al Resident Evil 2 original y convirtiéndose en el juego de Resident Evil más vendido. Le siguieron los remakes Resident Evil 3 en 2020 y Resident Evil 4 en 2023.

## Jugabilidad
Resident Evil 2 es un videojuego de disparos en tercera persona de terror y supervivencia; a diferencia del remake del primer juego, que buscaba actualizar y mejorar la experiencia original, este remake reimagina la jugabilidad y la historia para el público moderno. El juego está ambientado en Raccoon City, una ciudad montañosa ficticia en el Medio Oeste, durante un apocalipsis zombi. Los jugadores eligen entre uno de dos personajes, Leon S. Kennedy o Claire Redfield. Su elección afecta las armas, áreas, elementos, trama secundaria, personajes secundarios (Leon tiene a Ada Wong, una misteriosa agente federal que investiga la Corporación Umbrella, y Claire tiene a Sherry Birkin, la joven hija de un ejecutivo de Umbrella perseguida por un monstruo) y el jefe final.
El jugador puede explorar libremente el entorno que lo rodea mientras busca recursos como elementos curativos, municiones y elementos clave utilizados para resolver acertijos y avanzar en la historia. Debido a las mejoras técnicas y gráficas ofrecidas por RE Engine, el entorno se renderiza completamente en 3D usando fotorrealismo, mejorando su apariencia y permitiendo que los controles del tanque de la versión original sean reemplazados por un esquema de control más flexible similar a Resident Evil 7: Biohazard: el jugador puede moverse en cualquier dirección, rotar la cámara alrededor de su personaje, alternar entre caminar y correr, y moverse mientras dispara (sin embargo, quedarse quieto mientras apunta ajustará la mira, mejorando la precisión y la potencia de los disparos). Muchas áreas están oscuras, lo que requiere el uso de una linterna para ver y agrega un elemento de horror.
A medida que el jugador explora, se encuentra con zombis y otras criaturas hostiles que los atacan e intentan matarlos. El jugador está armado con varias armas: tanto Leon como Claire tienen sus propias pistolas, sus otras armas difieren (Leon tiene una escopeta, una magnum y un lanzallamas, mientras que Claire tiene un lanzagranadas, una metralleta y la pistola paralizante "Spark Shot"). Se pueden encontrar cuchillos y granadas, tanto normales como aturdidoras, y se pueden usar como armas secundarias: si un enemigo inmoviliza al jugador, puede usar un arma secundaria para empujarlo y evitar recibir daño, aunque a costa de una menor efectividad. Los zombis son mucho más fuertes que en el original, pueden recibir más balas antes de caer, volver a levantarse después de ser derribados a menos que les vuelen la cabeza y perseguir al jugador por diferentes habitaciones. El modelo de daño ha sido mejorado en gran medida, con enemigos que reaccionan al daño de los disparos en tiempo real y pueden perder extremidades. Recibir daño disminuye la salud del jugador, que se muestra mediante un monitor de frecuencia cardíaca en el menú de inventario, y si el jugador recibe demasiado daño, morirá, lo que obligará al jugador a reiniciar desde su último punto de guardado. Los elementos de salud como las hierbas y el aerosol de primeros auxilios se pueden usar para curar.
El jugador tiene un inventario con ocho ranuras que puede usar para almacenar sus artículos y equipo. El espacio disponible se puede ampliar encontrando bolsas de cadera. Los artículos del inventario se pueden examinar en un visor de modelos 3D, que a menudo se utiliza para revelar el propósito de los artículos clave, y se combinan con otros para producir artículos beneficiosos, como combinar pólvora para crear municiones o hierbas para crear mezclas de hierbas más fuertes, o desecharlas si han cumplido su propósito. Las salas seguras a las que los enemigos no pueden ingresar contienen cajas de elementos, que pueden almacenar elementos de repuesto para recuperarlos más tarde, y máquinas de escribir, que pueden usarse para guardar el progreso del jugador; a menos que juegues en dificultad Extrema, las cintas de tinta se han eliminado, lo que permite al jugador guardar todo lo que quieran (aunque todavía se realiza un seguimiento del número de guardados). El jugador se encuentra con frecuencia con el Tyrant, un misterioso B.O.W. desarrollado para cazar y matar a los supervivientes. El Tyrant no puede ser asesinado, solo derribado o aturdido momentáneamente, y seguirá al jugador por todo el entorno excepto a habitaciones seguras, lo que obligará al jugador a incorporar tácticas de sigilo para evadirlo mientras busca acertijos y elementos necesarios para progresar. Ambos protagonistas tienen una sección donde su compañero de apoyo se vuelve jugable brevemente: Ada puede usar una pistola EMF para piratear y sobrecargar dispositivos electrónicos, mientras que Sherry puede agacharse para pasar por pequeños espacios y se concentra más en el sigilo. Completar el juego desbloquea la "Segunda carrera" para el otro protagonista, que remezcla las ubicaciones de los elementos y contiene el verdadero jefe final y el final de la historia. El remake agrega modos de dificultad, Asistido, Estándar y Hardcore, que determinan la abundancia de elementos, la fuerza de los enemigos y si el juego se guarda automáticamente o requiere cintas de tinta para usar máquinas de escribir.
Ambos modos de bonificación, "El cuarto superviviente" y "El superviviente del tofu", regresan: el primero se desbloquea después de superar la segunda carrera y ve al agente especial Hunk intentar ir desde el canal inferior de las alcantarillas hasta un helicóptero de rescate fuera del comisaría de policía mientras luchas contra un gran grupo de enemigos. Al vencerlo se desbloquea "The Tofu Survivor", que reemplaza a Hunk con un bloque de tofu que solo tiene cuchillos; sin embargo, el remake agrega personajes a este modo, que tienen una carga de elementos única. Completar objetivos específicos del juego, o "Registros", recompensará al jugador con arte conceptual, modelos 3D de personajes y elementos o, en algunos casos, armas especiales con munición o durabilidad ilimitadas.

### The Ghost Survivors
"The Ghost Survivors" ("Los supervivientes fantasmas") es un modo de bonificación gratuito que está disponible desde el principio y se centra en una serie de escenarios hipotéticos: cada escenario representa una línea de tiempo alternativa en la que un personaje secundario que muere en la historia principal sobrevive y el jugador puede controlarlos mientras intentan llegar a un área específica de una manera similar a "The 4th Survivor"; sin embargo, a diferencia de ese modo, "The Ghost Survivors" contiene tipos de zombies especiales, zombies con mochilas que pueden ser saqueadas después de matarlos. y máquinas de reabastecimiento que permiten al jugador elegir uno de los tres elementos para tomar. Los modos contienen una dificultad de "Entrenamiento", que le brinda al jugador un mayor inventario inicial y los beneficios de la dificultad asistida, pero no registra el tiempo de finalización del jugador.
- "No Time to Mourn" presenta al propietario de una armería, Robert Kendo, quien debe ir de la armería a la sala de purificación de agua propuesta en las alcantarillas para llegar a un helicóptero de rescate. Su modo presenta zombis venenosos, que pueden envenenar al jugador con su mordisco y liberar una nube de veneno después de morir, y zombis que usan tanques de propano a los que se les puede disparar para causar una explosión dañina. [cita requerida]
- "Runaway" presenta a Katherine Warren, la hija del alcalde, que debe llegar desde la habitación del director del orfanato a la cárcel de la comisaría para salvar a su novio Ben, otro personaje secundario que muere en la historia principal. Su modo presenta "Cabezas pálidas", que son más rápidos que los zombis normales y tienen habilidades regenerativas. [cita requerida]
- "Forgotten Soldier" presenta a Ghost, un agente de operaciones especiales como Hunk, que debe llegar al teleférico del laboratorio para escapar antes de que se active la secuencia de autodestrucción. Su modo presenta al Tirano y zombies con armadura a prueba de balas. [cita requerida]
- "No Way Out", que se desbloquea al completar la historia principal, presenta al Sheriff Daniel Cortini. Cortini es el único personaje que tiene una jugabilidad diferente a los demás: aquí, debe resistir en la gasolinera contra oleadas de zombis que irrumpen y matan a 100 ( 70 en Entrenamiento) para ser rescatado por Leon y completar el escenario. Su modo presenta todos los tipos de zombies especiales vistos en los modos anteriores. [cita requerida]

"The Ghost Survivors" tiene su propio conjunto de récords separados de la historia principal, que desbloquean sombreros cosméticos que el jugador puede usar. Si bien estos no tienen ningún efecto en el juego, uno, las orejas de gato, otorga munición infinita. [cita requerida]

## Argumento

Logo del videojuego original

Al igual que el videojuego original, la trama se desarrolla el 29 de septiembre de 1998, dos meses después de los eventos del primer Resident Evil. La mayoría de los ciudadanos de la comunidad montañosa del medio oeste de Estados Unidos, Raccoon City, fueron transformados en zombis por el Virus T, un arma biológica desarrollada en secreto por la compañía corporación Umbrella, para la creación y perfeccionamiento de armas bio-orgánicas.
Esa noche, en una gasolinera a las afueras de la ciudad, Leon S. Kennedy, un oficial de policía que se reporta en su primer día de servicio, se encuentra con Claire Redfield, una estudiante universitaria que busca a su hermano oficial de policía, Chris Redfield. La gasolinera está llena de zombis y los dos escapan por poco en un coche de policía.
Poco después de ingresar a Raccoon City, un conductor de camión que fue mordido por un zombi choca su camión con el auto de los jóvenes, dejándolos separados por el fuego y los zombis. Leon y Claire aceptan reunirse en el Departamento de Policía de Raccoon. Ambos llegan a la estación en diferentes momentos, pero se encuentran con el lugar infestado por zombis y otros monstruos. Uno de ellos es el T-00, un humanoide virtualmente indestructible enviado por Umbrella para cazar y matar a los sobrevivientes. Las criaturas y los diversos obstáculos impiden que Leon y Claire se reúnan, ya que se ven obligados a permanecer en movimiento para sobrevivir y encontrar una manera de escapar de Raccoon City.
A pesar de ser bastante fiel a la historia del videojuego original, existen considerables diferencias con la nueva versión, de tal manera que los acontecimientos del videojuego se ajustan de forma fiel al material de las entregas posteriores, además de que en la nueva versión la historia de los 2 protagonistas son completamente canónicas.

### Escenario de Claire
Mientras explora la estación de policía, Claire descubre que Chris abandonó el país antes del brote del virus. Claire también encuentra a una niña, llamada Sherry Birkin, escondida de un monstruo. Después de salvar a Sherry del monstruo, Claire promete reunirla con su madre.

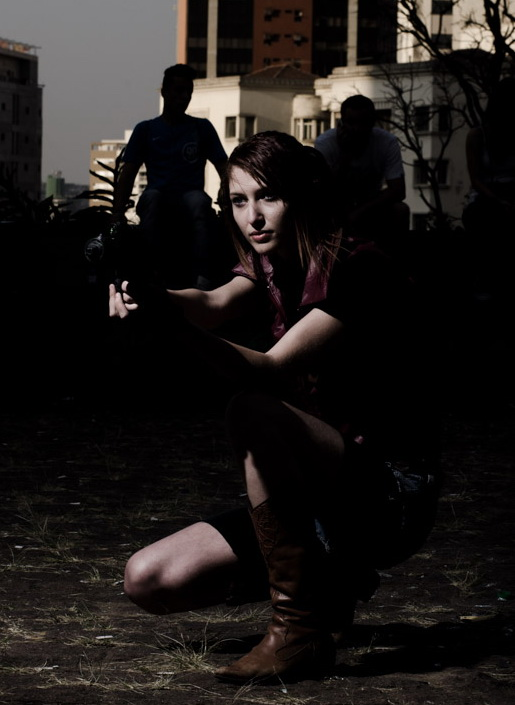
El diseño original del personaje de Claire Redfield fue completamente cambiado

Las dos son descubiertas por el corrupto jefe de policía Brian Irons, quien secuestra a Sherry y la lleva a un orfanato al otro lado de la ciudad. Umbrella sobornó a Irons durante años a cambio de permitir actividades ilegales que incluían el uso de huérfanos como sujetos de prueba y la construcción de un laboratorio de investigación secreto en la ciudad. Irons secuestra a Sherry para obtener un colgante que ella usa, pero se da cuenta de que Claire lo agarró. Irons llama a Claire y le ofrece cambiar a Sherry por el colgante. Cuando Claire se dirige al orfanato, Sherry intenta escapar sola, pero el monstruo que la acecha aparece y hiere fatalmente a Irons. Claire llega a tiempo para ver a Irons morir por una criatura implantada dentro de él, y encuentra a Sherry en un pasadizo debajo del orfanato. Mientras, era perseguida bajo la ciudad tanto por la criatura como por el T-103,
Claire es despertada por Annette Birkin, la madre de Sherry. Annette revela que el monstruo que persigue a Sherry es William Birkin, su esposo y el padre de Sherry. William y Annette desarrollaron el G-Virus para Umbrella en su laboratorio secreto debajo de Raccoon City. Umbrella descubrió que William tenía la intención de vender el G-Virus al ejército de los EE. UU., y envió comandos privados para confiscar su trabajo. William se inyectó el G-Virus para sobrevivir al ser herido de muerte durante la redada y vengarse. El mutado William atacó los comandos en las alcantarillas, causando la ruptura de viales del virus y el contenido para ser consumido por ratas, que lo llevaron a la ciudad. William es ahora una criatura en constante mutación obsesionada con infectar a Sherry como un método para reproducirse.
Mientras Claire estaba inconsciente, Annette encerró a Sherry en una bóveda, creyendo que era el lugar más seguro para ella. Sin embargo, Sherry se enferma y Claire se ve obligada a rescatarla. Annette se da cuenta de que William ya infectó a Sherry y Claire lleva a Sherry al laboratorio de Umbrella, donde se almacena un antídoto para el G-Virus.
Dentro de las instalaciones subterráneas, Claire usa el colgante de Sherry para desbloquear un contenedor que contiene el antídoto. Mientras regresa a Sherry, William la ataca de nuevo. Annette llega para ayudar a Claire, pero Claire la envía a administrar el antivirus mientras ella detiene a William por sí misma. Después de derrotar a William, Claire se reúne con una Annette herida de muerte y que curó a Sherry. La instalación de Umbrella inicia un protocolo de autodestrucción, y Claire y Sherry se dirigen a un tren de evacuación. En el camino, Claire descubre que Leon también encontró su camino hacia las instalaciones. Después de iniciar el lanzamiento del tren, William reaparece en la plataforma del tren, obligando a Claire a derrotarlo una vez más. Dentro del tren en movimiento, Claire y Sherry se unen a Leon.

### Escenario de Leon

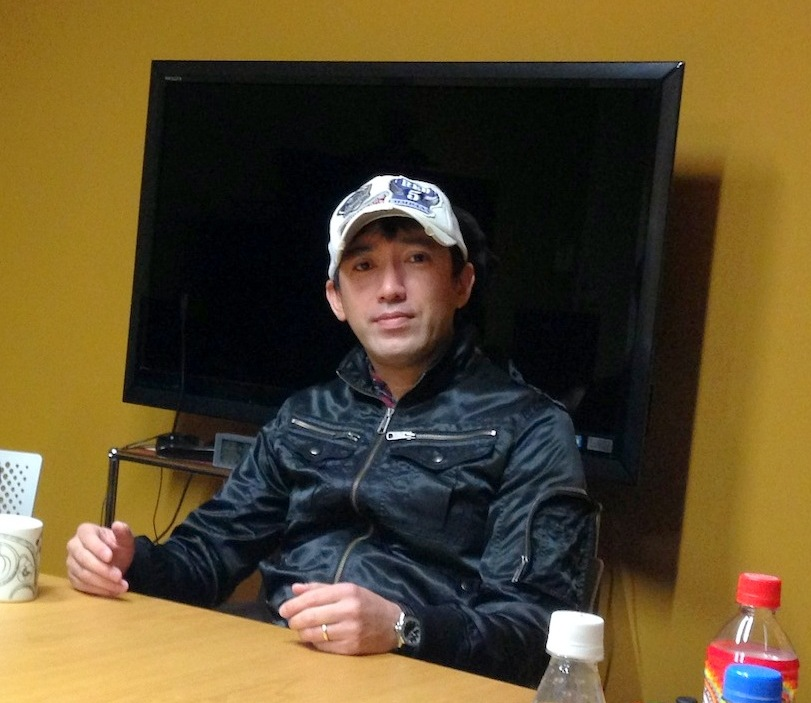
Shinji Mikami, el creador de la saga Resident evil concibió originalmente la trama del personaje de Leon

Mientras explora la estación de policía, Leon es salvado de un perro infectado por una mujer llamada Ada Wong. Ada se identifica como una agente del FBI que investiga el brote y le aconseja a Leon que no se interponga en su camino. En las celdas de detención de la estación, Leon encuentra a Ben, un reportero encarcelado por el Jefe Irons por investigar las actividades ilegales de Umbrella. Cuando Ben explica la participación de Umbrella en el brote, el T-103 irrumpe en la celda y mata a Ben. Al intentar escapar de la estación, Leon es agarrado por el T-103, pero es salvado nuevamente por Ada. Leon convence a Ada para que lo ayude con su misión de recuperar una muestra de G-Virus para probar la culpabilidad de Umbrella. Ada acepta y lleva a Leon a las alcantarillas de la ciudad, hacia el laboratorio subterráneo de Umbrella.
En las alcantarillas encuentran a Annette Birkin, quien abre fuego contra Ada. Leon empuja a Ada fuera del camino y queda inconsciente después de recibir una bala por Anette. Ada le da primeros auxilios Leon y persigue a Annette más profundamente en las alcantarillas, pero finalmente es tomada por sorpresa y golpeada en una bóveda de almacenamiento de desechos, donde un pedazo de metal empala una de sus piernas. Leon finalmente se despierta y rescata a Ada de la bóveda. Usando una pulsera de seguridad que Ada obtuvo, los dos viajan en un teleférico al laboratorio de Umbrella.
Durante el viaje, Ada besa a León y expresan sentimientos el uno por el otro. Una vez que llegan, Ada le dice a Leon que está demasiado herida para ser de utilidad, y le pide que recupere una muestra de G-Virus por su cuenta. Leon se dirige al laboratorio de Birkin y obtiene una muestra, pero es atacado por William. Annette intenta matar a William, pero es mortalmente herida por él. Leon derrota a William y atiende a Annette, quien advierte que Ada no es un agente del FBI, sino una mercenaria que venderá el virus al mejor postor.
Leon se enfrenta a Ada en un puente cuando se inicia el protocolo de autodestrucción del laboratorio y ella confirma su engaño. Leon se niega a entregar la muestra de virus y Ada no está dispuesta a dispararle por eso. Mientras están distraídos, Annette aparece y dispara a Ada antes de morir. Ada se cae del puente y León la atrapa de la mano, dejando que la muestra del virus caiga en el abismo. Cuando León pierde su agarre, Ada le dice que se cuide antes de caer también.
Mientras se dirige al tren de escape del laboratorio, Leon descubre que Claire ya está allí. Leon es emboscado por el T-103 en su camino y se queda atrapado en una plataforma elevadora móvil con él. Leon se ve obligado a enfrentar el T-103 y sobrevive el tiempo suficiente para que una Ada aún viva pueda lanzar un lanzacohetes sobre la plataforma mientras ella escapa. Aunque Leon no nota a Ada, toma el lanzacohetes y lo usa para destruir el T-103 para siempre. Una vez que llega el ascensor, Leon salta al tren de evacuación ya en movimiento, reuniéndose con Claire y Sherry.
Leon, Claire y Sherry descubren que William sigue vivo y se ha transformado en una criatura masiva que se ha subido al tren, amenazando con consumirlos a todos. Leon y Claire trabajan juntos para matar a William y separar el vagón al que está sujeto, dejando su cuerpo envuelto en la explosión masiva del laboratorio autodestructivo. Claire, Leon y Sherry, que llegan de manera segura a las afueras de la ciudad, caminan por una carretera interestatal a plena luz del día, preguntándose hasta qué punto se ha extendido el brote. Claire ofrece llevar a Sherry a casa con ella, y Leon y Claire se comprometen a evitar que ocurra un desastre similar en otros lugares.

### Finales
La reunión de los sobrevivientes se interrumpe cuando descubren que William sigue vivo, ahora mutado en una masa gigantesca irreconocible; Dependiendo del escenario, Leon / Claire lucha contra el monstruo. Leon y Claire trabajan juntos para desacoplar el vagón del tren ocupado por G-William, dejándolo perecer en la explosión del laboratorio. Posteriormente, Sherry pregunta si Leon y Claire están en una relación, lo que niegan, confesando que solo se encontraron anoche. Después de ser rudamente rechazado por un motorista que pasaba, los tres sobrevivientes se alejan juntos hacia el amanecer.

## Reparto de voz y personajes
En la nueva versión de Resident Evil 2 la totalidad de los personajes cambiaron sus actores de voz con respecto a la versión original. Esto debido al rejuvenecimiento y reelaboración de numerosos personajes, además del envejecimiento y maduración de la mayoría de actores de voz originales. A finales de 2018 se reveló que los actores que darían voz a los protagonista Leon S. Kennedy, y Claire Redfield, serían Nick Apostolides y Stephanie Panisello
A nivel internacional, Resident Evil posee un doblaje completo realizado por la empresa de locución Primera Llamada, el doblaje de los estudios Primera Llamada contó con la participación de actores de doblaje de 4 países hispanos, Argentina, Chile, México, y El Salvador.
| Personaje       | Actor de voz en inglés | Actor de voz en español  |
| --------------- | ---------------------- | ------------------------ |
| Leon S. Kennedy | Nick Apostolides       | Samuel Lazcano           |
| Claire Redfield | Stephanie Panisello    | Lucía Suárez             |
| Ada Wong        | Jolene Andersen        | Claudia Contreras        |
| William Birkin  | Terence J. Rotolo      | Romulo Bernal            |
| Sherry Birkin   | Eliza Pryor            | Alohany Sarabia          |
| Marvin Branagh  | Christopher Watson     | Rodo Balderas            |
| Annette Birkin  | Karen Strassman        | Sol Figueroa             |
| Brian Irons     | Sid Carton             | Octavio Rojas            |
| Ben Bertolucci  | Phillip Blake          | Emmanuel Alejandro Gómez |
| Robert Kendo    | Ken Lally              | Gerardo Vásquez          |
| HUNK            | Keith Silverstein      | Raul Melendez            |

## Desarrollo

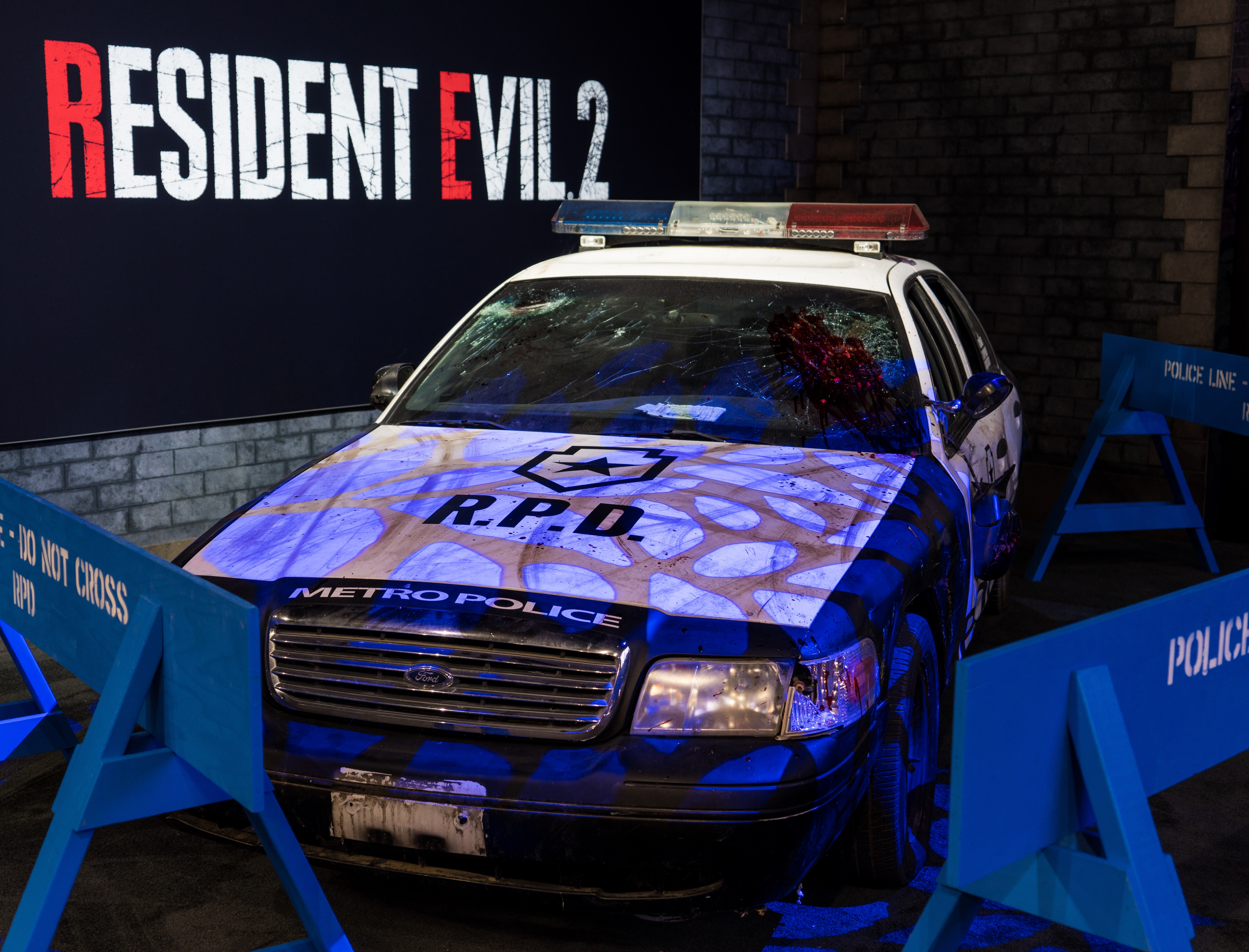
Escenario promocional del videojuego en la E3 2018, con un coche de policía.

Una nueva versión no oficial del videojuego Resident Evil 2 estuvo siendo desarrollada por el equipo desarrollo independiente Invader Games, desde principios del año 2015, con el fin de ser un título de distribución gratuita entre los fanáticos del videojuego original, el nombre de esta nueva versión no oficial era Resident Evil 2 Reborn, posteriormente en agosto del mismo año y tras anunciar Capcom una nueva versión oficial, la entrega Resident Evil 2 Reborn fue cancelada a pedido de la compañía Capcom, incluyendo parcialmente al equipo de Invader Games en el desarrollo creativo de la nueva versión.
El 12 de agosto de 2015, el productor de Capcom, Yoshiaki Hirabayashi, confirmó la información de que una adaptación del Resident Evil 2 estaba en desarrollo. El proyecto, dirigido por Hirabayashi, fue producido por el equipo R&D Division 1 de Capcom. El productor también había trabajado en las remasterizaciones en alta definición de Resident Evil y Resident Evil Zero. Además dijo que el proyecto fue aprobado gracias al apoyo de los fanáticos de la serie.
En 2017 se anunció que Capcom no utilizaría a los actores de voz del videojuego original o la pista de audio, dado que en la nueva versión habrá muchos nuevos diálogos tanto de cinemáticas como de reacciones del personaje ante distintas situaciones.
La adaptación de Resident Evil 2 es un nuevo videojuego hecho desde cero, y no solo una remasterización. En la conferencia E3 del año 2018, se mostró el primer avance para el videojuego, que sería desarrollado para Microsoft Windows, PlayStation 4 y Xbox One, con una fecha de lanzamiento para el 25 de enero de 2019.
Las caras de varios modelos de personajes se basan en escaneos de personas reales. Leon S. Kennedy se basa en el modelo Eduard Badaluta, Claire Redfield se basa en la modelo Jordan McEwen y Marvin Branagh se basa en el productor musical Patrick Levar.

### Demo de 1 disparo

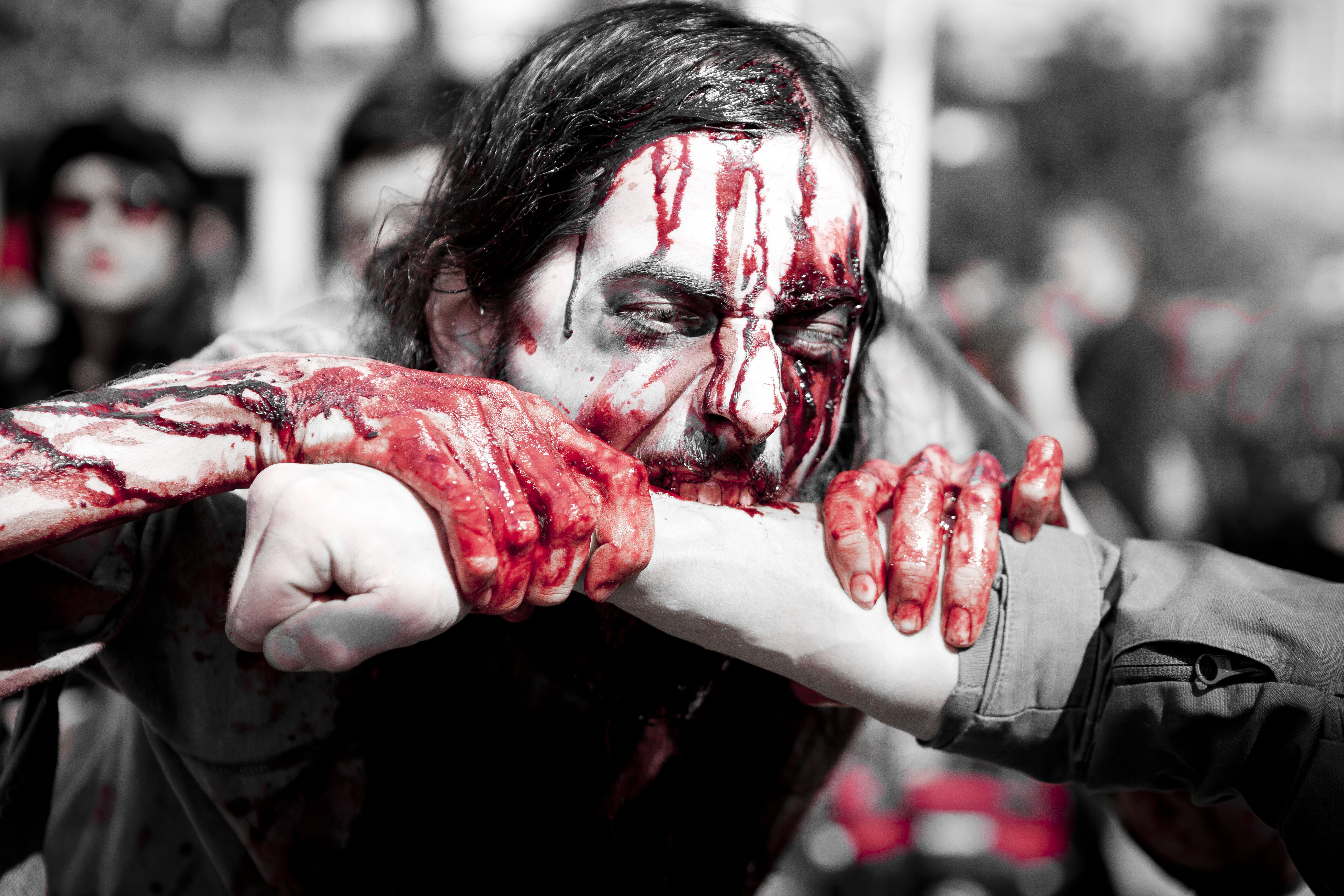
Los zombis siguen siendo el principal enemigo tanto en la demo como en el videojuego principal

El 11 de enero de 2019 se lanzó la única demostración jugable, conocida como Demo de 1 disparo (1 shot demo) completamente gratuita a través de la plataforma Steam, permitiendo descargar un segmento jugable equivalente a un capítulo de la historia principal.
La demo además de permitir la utilización y acceso total a todos los elementos del inicio del videojuego, posee un final determinado, y termina después de 30 minutos de juego, sin reiniciarse el contador al morir el jugador, y no permite repeticiones de jugadas.

### Lanzamiento
Resident Evil 2 se lanzó para las plataformas PlayStation 4, Xbox One y para el sistema Windows, a través de la plataforma de Steam en todo el mundo, el 25 de enero del año 2019.
Posteriormente, el juego recibió mejoras en las versiones de las consolas PlayStation 4 Pro y Xbox One X, los cuales ofrecen una resolución de 4K o 60 fotogramas por segundo. En 2022 a su vez, se sumaron mejoras de ray tracing, audio 3D, mejor resolución y mayor tasa de fotogramas por segundo en las plataformas PlayStation 5, Xbox Series X y Series S.

### Diferencias con la versión original

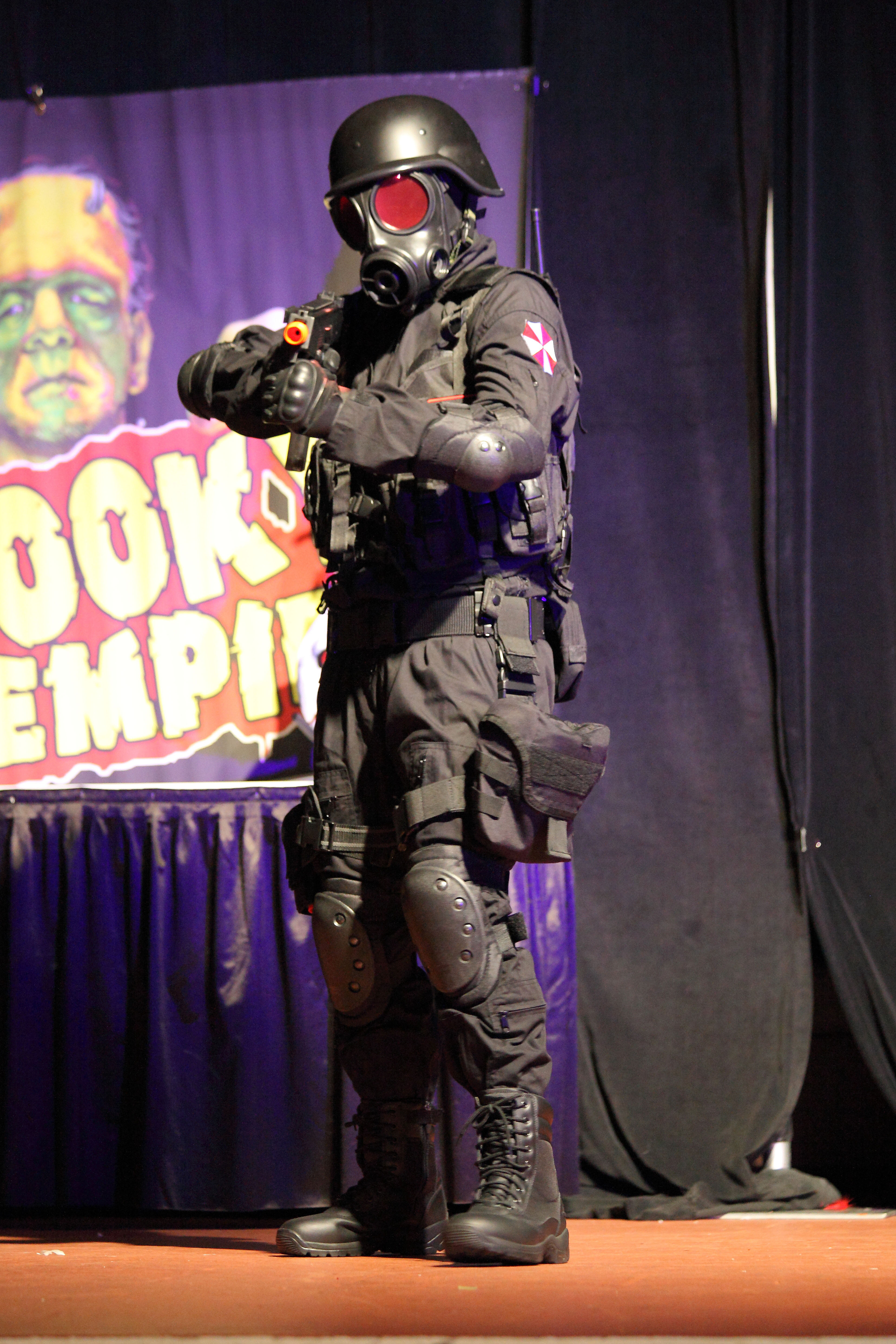
Cosplay del agente Hunk, personaje que regrese en la nueva versión de Resident Evil 2 con una historia ampliada.

- Nuevo motor gráfico para permitir gráficos y texturas HD.

- Cámara en tercera persona sobre el hombro, similar a la de Resident Evil 4.

- Historia reelaborada, con nuevos personajes y tramas, se han reescrito las historias y sus personajes e introducido elementos totalmente nuevos.

- Se ha cambiado la vestimenta estándar y canónica de los personajes principales y la mayoría de secundarios.

- Se han rediseñado los mapas para coincidir con posteriores entregas, además de agregado nuevos cuartos y redimensionado la mayoría de cuartos y habitaciones y pasillos.

- Se han diseñado contenidos descargables que amplían el juego y la historia principal

- Habilitado el acceso a nuevas zonas no vistas en el videojuego original.

- Cinemáticas rehechas, tanto las introductorias, como de la historia de los personajes.

- Se han introducido elementos de inventario y opciones de Resident Evil 7.

- Actuación de voz rehecha, con nuevas voces y diálogos.

- Se ha realizado doblaje a más de 20 idiomas distintos.

- Se han creado nuevos modos de juego para las partidas regulares.

- Nueva interfaz para el menú principal y los otros menús del videojuego.

- Nueva banda sonora, pero permitiendo hacer uso de la original del videojuego de 1998.

## Requisitos
El 22 de junio de 2018, Capcom anuncio los requisitos mínimos, y los recomendados para la versión original en computadoras de la nueva versión de Resident Evil 2.
Requisitos mínimos
- Sistema operativo: Windows 7, Windows 8 y Windows 10.
- Procesador: Intel Core i5-4460 2.70GHz/AMD FX-6300 o superior.
- RAM: 8 GB.
- Tarjeta de vídeo: NVIDIA GeForce GTX 760 o AMD Radeon R7 260x con 2GB de vídeo RAM.
- DirectX 11.
- 30 GB de espacio libre en disco duro.

Requisitos recomendados
- Sistema operativo: Windows 7, Windows 8 y Windows 10.
- Procesador: Intel Core i7-3770 o AMD FX-9590
- RAM: 8 GB.
- Tarjeta Gráfica: Nvidia GeForce GTX 960/AMD Radeon R9 280X o superior.
- DirectX 11.
- 40 GB de espacio libre en disco duro.

## Recepción
Después de su presentación en la E3 2018, Resident Evil 2 ganó el premio al "Mejor del espectáculo" en los Premios Game Critics 2018. La demo de 1 disparo (1-Shot Demo) recibió más de 4.7 millones de descargas en todo el mundo.
Resident Evil 2 fue lanzado al mercado en medio de la "aclamación universal" de la crítica, según la página de análisis Metacritic, en sus versiones para PlayStation 4 y Xbox One, y "críticas generalmente favorables" en su versión para PC.
Game Informer dijo que "Resident Evil 2 no solo se ve muy bien, sino que también funciona muy bien, y te obliga a participar en una serie de encuentros oscuros que son un apuro total". The Guardian escribió que era "un recordatorio de cómo los videojuegos de horror de supervivencia son bellamente diseñados, estaban en su apogeo". The Daily Telegraph lo describió como un "emocionante regreso al legado del original de 1998".
IGN originalmente le dio al videojuego un 8.8 en su revisión, solo para aumentarlo a 9.0 después de conocer el segundo juego desbloqueable que presenta la historia desde otro punto de vista. Afirmaron en su revisión que "Capcom hizo un trabajo fantástico al resucitar todas las mejores partes del clásico Resident Evil 2 y hacer que se vean, suenen y jueguen como un videojuego del 2019".
Destructoid lo llamó "un sello de excelencia. Que puede tener fallas, pero son insignificantes y no causarán daños masivos". Eurogamer lo describió como "una reimaginación magistral de un clásico moderno". Polygon dijo que Resident Evil 2 muestra "lo mejor del horror de supervivencia", mientras que Kotaku también lo elogió de manera similar, diciendo que "proporciona algunos de los mejores momentos de la franquicia". GameSpot dijo que con Resident Evil 2, "la clásica franquicia de horror de supervivencia abraza su pasado de una manera nueva y emocionante".

### Ventas
El videojuego alcanzó ventas de 3 millones de unidades en todo el mundo en su primera semana de ventas. Se convirtió en el segundo lanzamiento más grande de Capcom en Steam, después de Monster Hunter: Mundo (2018). Resident Evil 2 debutó en el número dos en las listas japonesas con 252,848 ventas minoristas, después de Kingdom Hearts III.
Resident Evil 2 encabezó las listas de éxitos del Reino Unido, convirtiéndose en el mayor lanzamiento de Capcom en el Reino Unido desde Resident Evil 7: Biohazard (2017) en ventas físicas al menudeo. Resident Evil 2 fue el videojuego más vendido del Reino Unido en enero de 2019, a pesar de estar disponible solo por dos días. Fue número dos en su segunda semana, por debajo del nuevo lanzamiento de Kingdom Hearts III.
A fecha de julio de 2022, Capcom informó que el juego alcanzó las 10 millones de copias vendidas.

### Premios y nominaciones
| Año  | Premio                          | Categoría                                     | Resultado | Referencia           |
| ---- | ------------------------------- | --------------------------------------------- | --------- | -------------------- |
| 2018 | Game Critics Awards             | Mejor videojuego del espectáculo              | Ganador   | [ 49 ]               |
| 2018 | Game Critics Awards             | Mejor videojuego para consolas                | Nominado  | [ 49 ]               |
| 2018 | Game Critics Awards             | Mejor videojuego de acción/aventuras          | Nominado  | [ 49 ]               |
| 2019 | Japan Game Awards               | Premio a la excelencia                        | Ganador   | [ 50 ]               |
| 2019 | Golden Joystick Awards          | Mejor Audio                                   | Ganador   | [ 51 ] [ 52 ] [ 53 ] |
| 2019 | Golden Joystick Awards          | Ultimate Game of the Year                     | Ganador   | [ 51 ] [ 52 ] [ 53 ] |
| 2019 | Hollywood Music in Media Awards | Canción original de un videojuego ("Saudade") | Ganador   | [ 54 ] [ 55 ]        |
| 2019 | The Game Awards 2019            | Juego del año                                 | Nominado  | [ 56 ]               |
| 2019 | The Game Awards 2019            | Mejor dirección en videojuego                 | Nominado  | [ 56 ]               |
| 2019 | The Game Awards 2019            | Mejor diseño de audio                         | Nominado  | [ 56 ]               |
| 2019 | The Game Awards 2019            | Mejor videojuego de acción/aventuras          | Nominado  | [ 56 ]               |
| 2020 | 23rd Annual D.I.C.E. Awards     | videojuego de aventuras del año               | Nominado  | [ 57 ]               |
| 2020 | 23rd Annual D.I.C.E. Awards     | Excelencia en el diseño de audio              | Nominado  | [ 57 ]               |
| 2020 | 23rd Annual D.I.C.E. Awards     | Excelencia en dirección de arte               | Nominado  | [ 57 ]               |
| 2020 | SXSW Gaming Awards              | Excelencia en SFX                             | Nominado  | [ 58 ]               |